# 相川圭子 幸せへのメッセージ
『相川圭子 幸せへのメッセージ』（あいかわけいこ しあわせへのメッセージ）は2017年4月9日から、毎週日曜日早朝にTBSラジオで生放送されている、相川圭子がパーソナリティーを務めるトーク番組である。

## 概要
この番組は、ヒマラヤ大聖者であり、ヨグマタの第一人者である相川が、職場や学校などでの様々な新たな出会いなどから、毎日を幸せに気持ちよく過ごすためには何をなするべきかを、自らの経験談を通して語るという内容になっている。

## 放送時間
TBSラジオ（関東首都圏）
- 毎週日曜 5:40 - 5:50（2017年4月9日 - 10月1日）
- 毎週日曜 5:50 - 6:00（2017年10月8日 - 2021年3月26日）
- 毎週日曜 6:45 - 6:55（2021年4月2日 - ）[2]

MBSラジオ（関西広域圏）
- 毎週日曜 6:50 - 7:00（2024年4月7日 - ）

インターネットラジオ（ポッドキャスト）
- ラジオクラウドにて日曜早朝の生放送終了後から最新の番組を更新。過去放送も同時に配信している。
- ラジコにて日曜早朝の放送終了後から一週間無料で視聴できる。有料登録で過去の放送も視聴できる。